# Broadway the Hard Way
Broadway the Hard Way uživo je album američkog glazbenika Frank Zappe, koji izlazi u listopadu 1988.g. Na albumu se nalaze razne izvedbe sa svjetske turneje iz 1988.
Album prvo izlazi s 9 pjesama na vinyl izdanju od izdavačke kuće "Barking Pumpkin ", a poslije toga izlazi sa 17 pjesama na CD-u, od izdavačke kuće "Rykodisc". Sadrži veliki broj jazz skladbi, neke od njih su "Stolen Moments" od Oliver Nelsona, "Murder by Numbers" od sastava The Police (koju izvodi Sting). Tu je još i skladba "Outside Now" s albuma Joe's Garage.

## Popis pjesama
Sve pjesme napisao je Frank Zappa, osim koje su drugačije naznačene.

### Originalni LP

#### Strana prva
1. "Elvis Has Just Left the Building" – 2:24
2. "Planet of the Baritone Women" – 2:48
3. "Any Kind of Pain" – 5:42
4. "Jesus Thinks You're a Jerk" – 9:15

#### Strana druga
1. "Dickie's Such an Asshole" – 6:37
2. "When the Lie's So Big" – 3:38
3. "Rhymin' Man" – 3:51
4. "Promiscuous" – 2:03
5. "The Untouchables" (Nelson Riddle, Zappa) – 3:05

### CD izdanje
1. "Elvis Has Just Left the Building" – 2:24
2. "Planet of the Baritone Women" – 2:48
3. "Any Kind of Pain" – 5:42
4. "Dickie's Such an Asshole" – 5:45
5. "When the Lie's So Big" – 3:38
6. "Rhymin' Man" – 3:50
7. "Promiscuous" – 2:02
8. "The Untouchables" (Riddle) – 2:26
9. "Why Don't You Like Me?" – 2:57
10. "Bacon Fat" (Andre Williams, Dorothy Brown, Zappa) – 1:29
11. "Stolen Moments" (Oliver Nelson) – 2:57
12. "Murder by Numbers" (Sting, Andy Summers) – 5:37
13. "Jezebel Boy" – 2:27
14. "Outside Now" – 7:49
15. "Hot Plate Heaven at the Green Hotel" – 6:40
16. "What Kind of Girl?" – 3:17
17. "Jesus Thinks You're a Jerk" – 9:15

## Izvođači
- Frank Zappa – gitara, producent, glavni urednik, vokal
- Kurt McGettrick – bariton saksofon
- Scott Thunes – bas-gitara
- Albert Wing – tenor saksofon
- Ed Mann – udaraljke
- Chad Wackerman – bubnjevi
- Ike Willis – gitara, vokal
- Eric Buxton – vokal
- Paul Carman – alt saksofon
- Walt Fowler – truba
- Mike Keneally – sintisajzer, vokal, gitara
- Sting – prvi vokal u skladbi "Murder By Numbers"
- Bruce Fowler – trombon
- Robert Martin – klavijature, vokal

## Vanjske poveznice
- Detalji o izlasku